# 308 Polyxo
Polyxo (asteroide 308) é um asteroide da cintura principal com um diâmetro de 140,69 quilómetros, a 2,6471421 UA. Possui uma excentricidade de 0,0369977 e um período orbital de 1 664,63 dias (4,56 anos).
Polyxo tem uma velocidade orbital média de 17,96460936 km/s e uma inclinação de 4,36374º.
Este asteroide foi descoberto em 31 de Março de 1891 por Alphonse Borrelly.